# Marieke Schoenmakers
Marieke Schoenmakers (Alkmaar, 4 mei 1966) is bestuurder en toezichthouder op het gebied van kunst, media en onderwijs. Van 2014 tot 2021 was Schoenmakers directeur van de Koninklijke Academie van Beeldende Kunsten in Den Haag. Zij was sinds 2017 tevens voorzitter van het College van Bestuur van de Hogeschool der Kunsten Den Haag.

## Opleiding
Na het behalen van haar vwo-diploma aan het Petrus Canisius College in Alkmaar, studeerde ze Culturele Antropologie/Niet-Westerse Sociologie aan de Universiteit van Amsterdam. Schoenmakers studeerde af met een documentaire en een scriptie over de positie van Tibetaanse tapijtknoopsters in Nepal: Working Hands, Tibetan Women Weavers in Nepal.

## Carrière
Tijdens en na haar studie gaf Schoenmakers les aan de afdeling Visuele Antropologie van de UvA. Ze was verantwoordelijk voor de productie en montage van Denken is Nutteloos en Dor, Low is Better, films van Rob Boonzajer-Flaes.
Begin jaren negentig werkte Schoenmakers als adjunct-secretaris Muziek en Dans bij de Raad voor de Kunst. Ze was onder meer verantwoordelijk voor een advies over de oprichting van een Fonds voor de Podiumkunsten en het rapport De Opera- en Orkestvoorzieningen in het Noorden, Oosten en Zuiden van Nederland (1992) in opdracht van de commissie-Quené.
Vanaf 1992 werkte Schoenmakers in Het Muziektheater in Amsterdam. Eerst als directiesecretaris bij De Nederlandse Opera, en vanaf 1996 als directeur Theaterorganisatie en adjunct-directeur van Het Muziektheater. Ze leverde een bijdrage aan de televisieregistraties van de opera in samenwerking met de NPS.
Tussen 2000 tot 2008 was Schoenmakers directeur van de Nederlandse Film- en Televisie Academie en lid van het directieteam van de Amsterdamse Hogeschool voor de Kunsten. Schoenmakers richtte zich op versterking van de positie van de academie in het (internationale) werkveld en droeg bij aan de ontwikkeling van masterprogramma’s, waaronder de Master Composing for Film in samenwerking met het Conservatorium van Amsterdam.
Van 2008 tot 2013 was Schoenmakers directeur van de VPRO. Zij droeg bij aan de crossmedialiteit van de omroep (onder meer door programma's als Beagle: In het kielzog van Darwin), richtte het jongerenmerk Dorst op en gaf een impuls aan fondsen- en sponsorwerving ten behoeve van programma’s.
Schoenmakers vervult en vervulde toezichthoudende functies. Ze is voorzitter van de Vereniging voor Hoger Kunstonderwijs en lid van de Raad van Toezicht van het Prins Bernhard Cultuurfonds. Eerder was ze bestuurslid van onder meer Amnesty International Nederland, De Ateliers, FunX, de Academische Jaarprijs, Dance Works Rotterdam, Prins Bernhard Cultuurfonds Zuid-Holland en lid van de Raad van Toezicht van Muziekgebouw aan ’t IJ.
Schoenmakers startte in 2014 als directeur van de Koninklijke Academie van Beeldende Kunsten en was vanaf 2017 tevens voorzitter van het College van Bestuur van de Hogeschool der Kunsten Den Haag. Onder haar leiding werden onder meer nieuwe masteropleidingen gestart, werden onderzoek en promoties gestimuleerd en werd het rijksmonument Prinsessegracht grondig gerestaureerd.
In oktober 2020 publiceerde NRC een artikel over grensoverschrijdend gedrag door een oud-student, wat ten tijde van een vorige directeur had plaatsgevonden.
Als directeur van de Koninklijke Academie van Beeldende Kunsten stapte ze in maart 2021 op, nadat in een onderzoeksrapport harde conclusies waren getrokken over een 'onveilige werksfeer' bij dit instituut, die onder leiding van Schoenmakers was ontstaan. Respondenten aan het onderzoek verweten Schoenmakers een gebrek aan visie en professionaliteit en te weinig aandacht voor goed onderwijs. Om een goede overdracht van werkzaamheden mogelijk te maken, bleef zij tot eind september 2021 aan als voorzitter van het College van Bestuur van de Hogeschool der Kunsten Den Haag.
In 2022 rondde Schoenmakers de Comeniusleergang Wijsheid en Leiderschap (Universiteit Groningen) af. Ze verrichtte advieswerkzaamheden voor het Stimuleringsfonds Creatieve Industrie en is toezichthouder bij het Prins Bernard Cultuurfonds.
In 2023 werd haar klacht bij de Raad voor Journalistiek met betrekking tot hoegenaamd onevenwichtige berichtgeving rond de situatie op de KABK onder haar directie ongegrond verklaard.
Vanaf 2023 is Schoenmakers Management & Advies operationeel, dat zich richt op interim-management, talentontwikkeling en het adviseren van bestuurders en toezichthouders in de non-profit sector. November 2023 is Schoenmakers gestart bij Stichting Vluchteling-Studenten UAF, waar ze hoogopgeleide vluchtelingen naar studie en een duurzame plek in de samenleving begeleidt. Ze is lid van de Raad van Toezicht van Stichting Lezen en lid van de Raad van Toezicht van het Cultuurfonds. Sinds januari 2025 is Schoenmakers tevens voorzitter Raad van Toezicht van De Vrolijkheid, een stichting die creatieve activiteiten voor kinderen en jongeren in asielzoekerscentra organiseert.